# Jack Lovelock
Pour les articles homonymes, voir Lovelock (homonymie).
John "Jack" Edward Lovelock (né le 5 janvier 1910 à Crushington (en) - mort le 28 décembre 1949 à Brooklyn) est un athlète néo-zélandais, spécialiste du demi-fond, champion olympique sur 1 500 m.

## Biographie
Fils d'immigrants anglais, il fait preuve de talent précoce à la Timaru Boys' High School. Il étudie la médecine à l'Université d'Otago. Il devient un Rhodes Scholar au Collège Exeter à l'Université d'Oxford. En 1932, en tant que détenteur du record impérial pour le mile, il participe aux Jeux de Los Angeles et termine 7e en finale du 1 500 m. L'année suivante il bat le record du monde du mile en 4 min 7 s 6 et lors des Jeux de l'Empire de 1934, il remporte la médaille d'or, après avoir perdu quelques courses. Ce n'est qu'en 1936 qu'il remporte la médaille d'or sur 1 500 m lors des Jeux de Berlin, avec le nouveau record du monde en 3 min 47 s 8.
Il est tué lors d'une chute dans le métro à New York, à la suite d'un malaise, en 1949.

## Palmarès
| Année | Compétition                  | Lieu    | Place | Épreuve |
| ----- | ---------------------------- | ------- | ----- | ------- |
| 1934  | Jeux de l'Empire Britannique | Londres | 1er   | Mile    |
| 1936  | Jeux olympiques              | Berlin  | 1er   | 1 500 m |